# 罗德·戴维斯
罗德·戴维斯（英語：Rod Davis，1955年8月27日—），美国、新西兰男子帆船运动员。他曾代表美国、新西兰参加1984年、1992年、1996年和2000年夏季奥林匹克运动会帆船比赛，获得一枚金牌和一枚银牌。